# Rhyacichthyidae
Rhyacichthyidae är en familj av fiskar. Rhyacichthyidae ingår i ordningen abborrartade fiskar (Perciformes). Enligt Catalogue of Life omfattar familjen Rhyacichthyidae 3 arter. 
Arterna förekommer i havet kring sydostasiatiska öar och i den australiska regionen. De hittas även i vikar och flodmynningar med bräckt vatten samt i sötvatten. De största arterna når en längd av 32 cm. Det vetenskapliga namnet är bildat av de grekiska orden rhyax, -akos (rusande vattendrag) och ichthys (fisk).
Släkten enligt Catalogue of Life och Fishbase:
- Protogobius
- Rhyacichthys